# 수진초등학교
수진초등학교는 대한민국 경기도 성남시 수정구 태평동에 있는 공립 초등학교이다. 학교의 위치는 이름과 달리 경기도 성남시 수정구 수진동이 아니라 태평동에 위치해 있다.

## 학교 연혁
- 1970.11.30 수진국민학교 인가
- 1971.03.05 개교 19학급 편성
- 1972.02.12 제1회 졸업
- 1974.03.01 특수학급 개설
- 1980.03.01 재택반 개설
- 1981.03.20 병설유치원 개원
- 1996.03.01 수진초등학교로 교명 변경
- 2006.01.01 체육관 개축
- 2012.03.01 제13대 정지홍 교장 취임
- 2014.02.15 제43회 졸업식(218명)
- 2014.03.01 일반 40학급, 특수 4학급, 유치원 4학급 편성
- 2015.02.13 제44회 졸업식(191명)
- 2015.03.02 일반 36학급, 특수 4학급, 유치원 4학급 편성